# Christoph Junghans
Pour les articles homonymes, voir Junghans (homonymie).
 (novembre 2023).
La mise en forme du texte ne suit pas les recommandations de Wikipédia : il faut le « wikifier ».
Les points d'amélioration suivants sont les cas les plus fréquents :
- Les titres sont pré-formatés par le logiciel. Ils ne sont ni en capitales, ni en gras.
- Le texte ne doit pas être écrit en capitales (les noms de famille non plus), ni en gras, ni en italique, ni en « petit »…
- Le gras n'est utilisé que pour surligner le titre de l'article dans l'introduction, une seule fois.
- L'italique est rarement utilisé : mots en langue étrangère, titres d'œuvres, noms de bateaux, etc.
- Les citations ne sont pas en italique mais en corps de texte normal. Elles sont entourées par des guillemets français : « et ».
- Les listes à puces sont à éviter, des paragraphes rédigés étant largement préférés. Les tableaux sont à réserver à la présentation de données structurées (résultats, etc.).
- Les appels de note de bas de page (petits chiffres en exposant, introduits par l'outil «  Source ») sont à placer entre la fin de phrase et le point final[comme ça].
- Les liens internes (vers d'autres articles de Wikipédia) sont à choisir avec parcimonie. Créez des liens vers des articles approfondissant le sujet. Les termes génériques sans rapport avec le sujet sont à éviter, ainsi que les répétitions de liens vers un même terme.
- Les liens externes sont à placer uniquement dans une section « Liens externes », à la fin de l'article. Ces liens sont à choisir avec parcimonie suivant les règles définies. Si un lien sert de source à l'article, son insertion dans le texte est à faire par les notes de bas de page.
- La présentation des références doit suivre les conventions bibliographiques. Il est recommandé d'utiliser les modèles {{Ouvrage}}, {{Chapitre}}, {{Article}}, {{Lien web}} et/ou {{Bibliographie}}. Le mode d'édition visuel peut mettre en forme automatiquement les références.
- Insérer une infobox (cadre d'informations à droite) n'est pas obligatoire pour parachever la mise en page.

Pour une aide détaillée, merci de consulter Aide:Wikification.
Si vous pensez que ces points ont été résolus, vous pouvez retirer ce bandeau et améliorer la mise en forme d'un autre article.
 (novembre 2023).
Christoph Junghans est un chercheur en physique appliquée Américain, né Allemand, qui travaille sur la modélisation multi-échelles et sur les applications Co-Design. Il est le chef du groupe "Applied Computer Science" au Los Alamos National Laboratory.

## Carrière
Né à Merseburg, il étudie à l'Université de Leipzig et à l'Université Johannes-Gutenberg de Mayence (Doctorat, 2010). Durant ses études de Master, il travaille au Centre de recherche de Juliers et au sein du IBM Systems & Technology Group. Christoph rejoint le Los Alamos National Laboratory en 2011 en postdoctorat dans la division de recherche théorique et est ensuite employé dans le groupe d'informatique appliqué en 2014. Après avoir été adjoint au chef de groupe pendant deux ans et demi, il devient chef du groupe d'informatique appliqué en 2021. Jusqu'à sa nationalisation américaine, il a été l'un des seuls chefs de groupe étranger au Los Alamos National Laboratory.
Christoph est l'un des auteurs du progiciel VOTCA (en) et un contributeur dans plus de cent projets libres de droits  dont Gromacs (en), LAMMPS et Gentoo Linux. Ses publications les plus citées concernent la modélisation multi-échelles et l'étude de l'agrégation de polymères avec des méthodes de Monte-Carlo mais aussi le développement de méthodes pour la dynamique moléculaire en général.

## Vie privée
Christoph est marié à Ann Junghans.